# CITYFLO 650
CITYFLO 650とはボンバルディア・トランスポーテーション製の自動案内軌条式旅客輸送システムに使用されるCBTC(Communications-Based Train Control)である。

## 概要
双方向無線通信を列車の運行に取り入れた。列車と地上設備の間での通信を使って列車の運行と制御を行う信号保安技術である。従来型の固定閉塞の信号保安システムとは異なり、CBTCであるCITYFLO 650では移動閉塞システムを採用しているため、各列車の防護区間は地上設備で固定されておらず、列車の運転時隔を従来の固定閉塞式よりも短縮が可能となる。この種の設備としては先進的な機種で既に世界で13ヶ所で導入されている。車両の遺留検知機能は車上側に移され軌道回路や地上の信号機は不要となり、無線通信による通信の導入により、地上設備の設置が最小限で済む。
完全な無人運転と優れた拡張性を有するとされる。